# Synagoge (Salzburg)

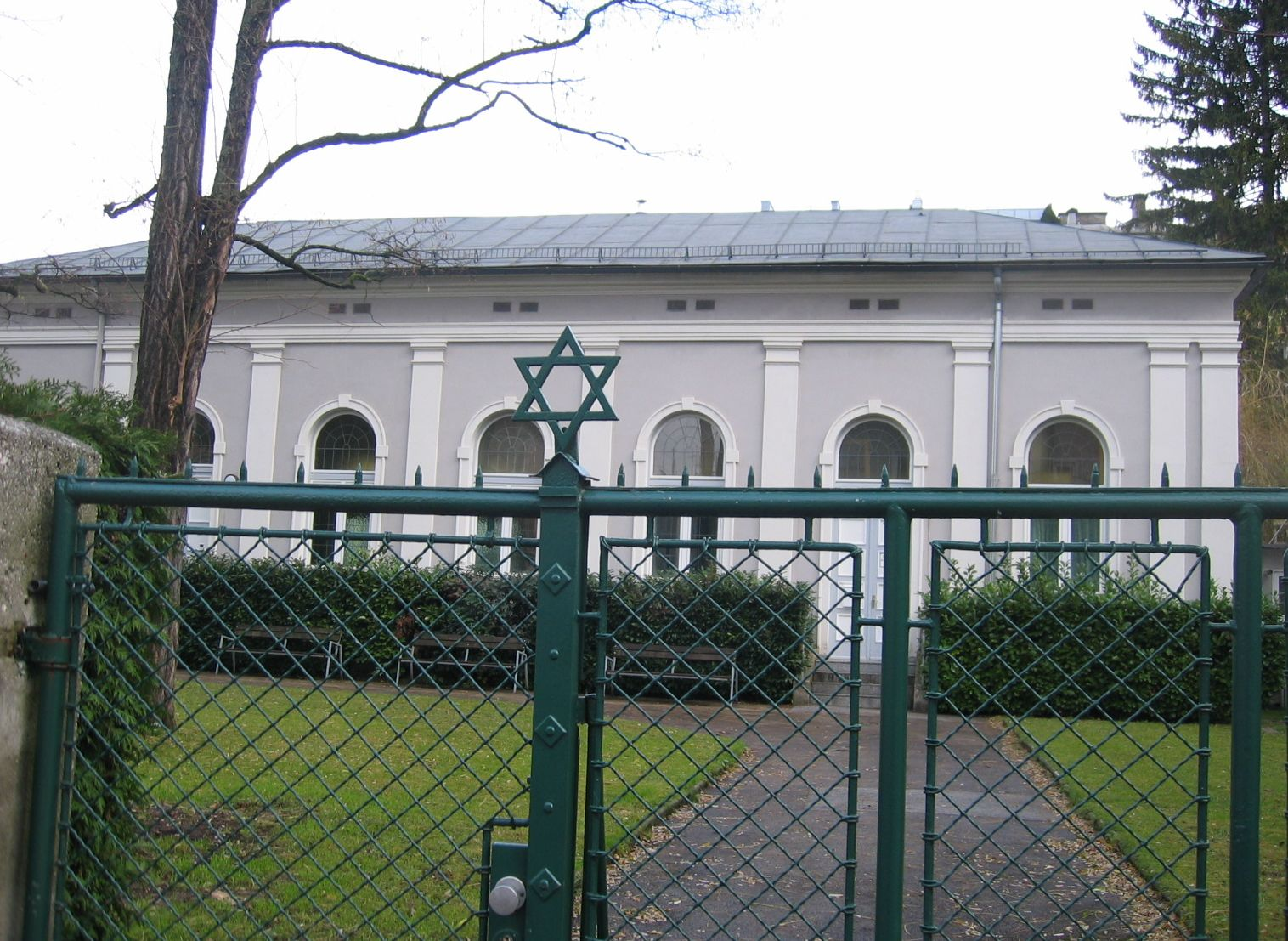
Außenansicht der Synagoge

Die Salzburger Synagoge ist ein jüdisches Gebetshaus in der Landeshauptstadt Salzburg in Österreich und besteht seit 1901. Nach dem Zweiten Weltkrieg wurde sie von zurückgekehrten Salzburgern jüdischen Glaubens und Insassen jüdischer DP-Lager im Bundesland Salzburg zunächst notdürftig adaptiert und in den Jahren 1967/1968 aus eigenen finanziellen Mitteln wieder vollkommen instand gesetzt. Im Zuge der Instandsetzungsarbeiten wurde das Gebäude westseitig um einen Fraueneingang erweitert. An der Ostseite wurde ein rituelles Bad (Mikwe) errichtet. Letzteres ist das einzige rituelle Bad einer jüdischen Gemeinde in Österreich außerhalb Wiens. Im Osttrakt der Synagoge sind ferner die Verwaltungsräumlichkeiten der Kultusgemeinde untergebracht. Die Synagoge folgt auch heute dem orthodoxen Ritus, die eine Trennung der Geschlechter bei den Gebeten vorsieht. Heute zählt die Israelitische Kultusgemeinde Salzburg rund 100 Mitglieder, seit dem Amtsantritt von Präsident Elie Rosen im Januar 2023 finden in der Synagoge in der Lasserstraße an Freitagabenden und Samstagvormittagen wieder regelmäßig Gebete statt.

## Entstehung

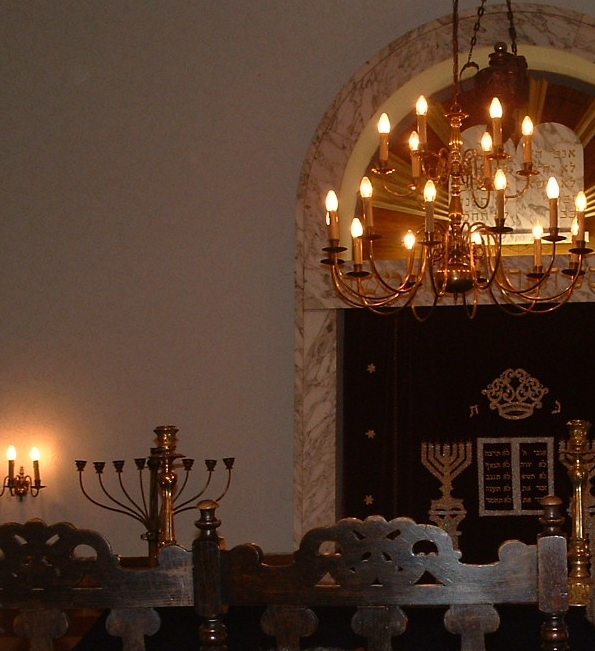
Innenansicht der Synagoge

Der Bau der Salzburger Synagoge geht auf eine Initiative des böhmischen Fabrikanten Ignaz Glaser zurück, der ab 1881 in der Gemeinde Bürmoos sesshaft geworden war und die dortige Glaserzeugung begründete. Glaser stellte bereits 1891 erhebliche finanzielle Mittel für den Bau des Tempels zur Verfügung, fand bei den zuständigen Behörden jedoch keine Unterstützung. Erst als die jüdischen Bürger Salzburgs zur Selbsthilfe griffen und Professor Gottlieb Winkler als Privatperson ein kleines Grundstück in der Lasserstraße (an der Grenze zwischen der Neustadt und Schallmoos) erstand, öffnete sich auch der Behördenweg. Nachdem das jüdische Gebetshaus den Auflagen gemäß um einige Meter von der Straße weg zurückversetzt errichtet worden war, konnte vor dem jüdischen Neujahrsfest 1901 die Einweihung gefeiert werden.
Die Jüdische Gemeinde Salzburgs setzte sich damals aus etwa 200 Personen zusammen. Diese geringe Anzahl erklärt sich auch aus der mehrfachen Vertreibung der Juden aus Salzburg. 1404 wurden bereits zum zweiten Mal die Juden vertrieben; 1498 vertrieb Fürstbischof Leonhard von Keutschach zum dritten Mal die wenigen Juden, die sich seither wieder angesiedelt hatten und ließ die Synagoge zerstören.
Einwohner jüdischen Glaubens konnten sich zwar unter Erzbischof Colloredo um 1785 (seit 1791 gleichberechtigt) wieder in Salzburg ansiedeln, aber bereits 1813 unter bayrischer Herrschaft war der Erwerb von Grund und Boden den Juden wieder versagt. In der österreichischen Monarchie konnte die Gleichberechtigung der Juden erst durch das Staatsgrundgesetz von 1867 erreicht werden. Mit dem k. u. k.-Hofantiquar Albert Pollak wohnte 1901 auch der erste Jude, der auf Grund dieses Gesetzes 1867 mit dem Bürgerrecht der Stadt Salzburg bedacht wurde, der Einweihungsfeier der Salzburger Synagoge bei.

## Nationalsozialismus und Wiederaufbau

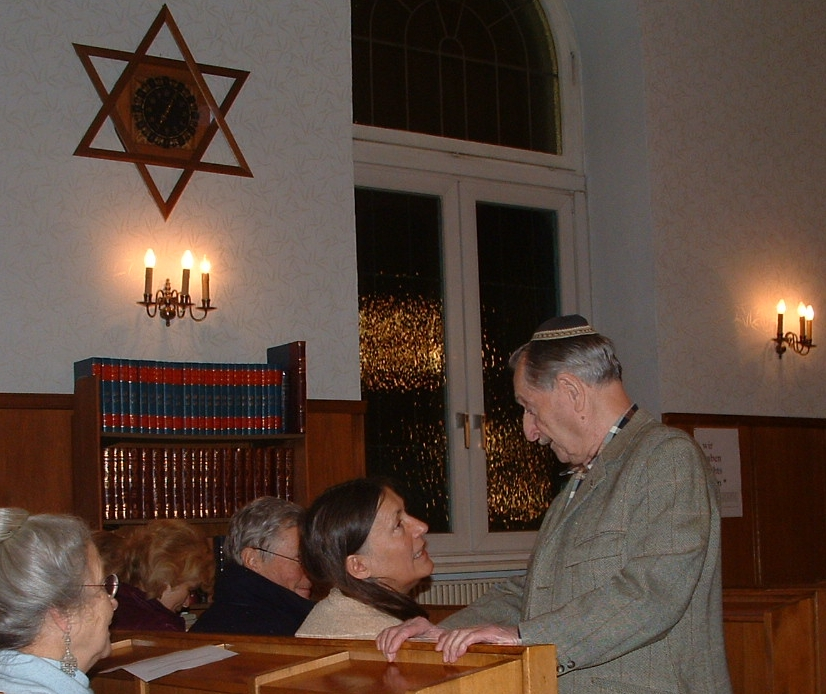
Marko Feingold in der Salzburger Synagoge

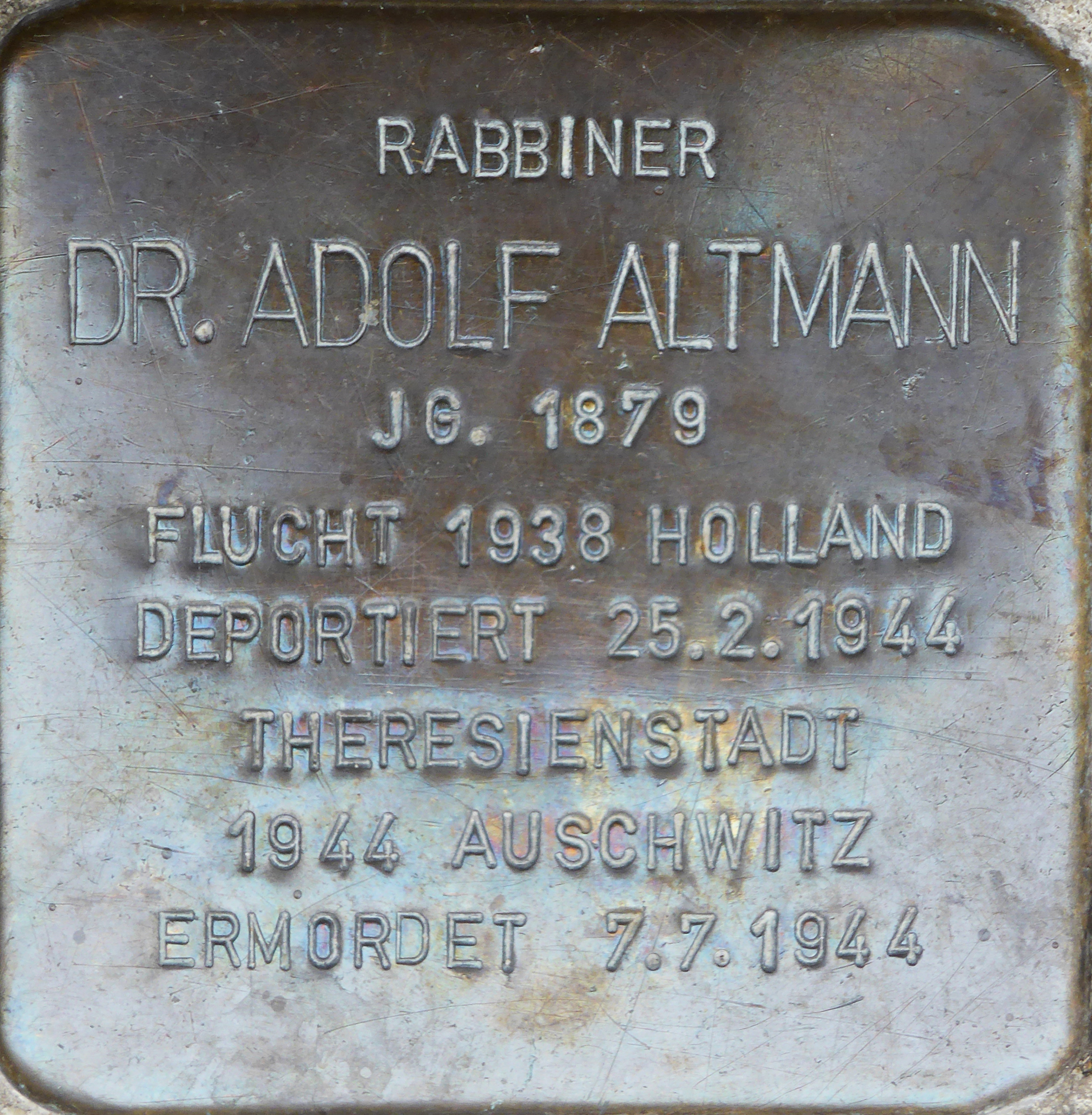
Stolperstein in Salzburg vor der Synagoge.

Während der Herrschaft der Nationalsozialisten wurde die Synagoge beim Novemberpogrom 1938, ebenso wie später der jüdische Friedhof in Aigen geschändet und erheblich beschädigt. Mehr als 230 jüdische Salzburger verloren in dieser Zeit ihr Hab und Gut, ihre angestammte Heimat und zudem vielfach ihr Leben. Das jüdische Gebetshaus wurde zwangsweise um 20.000 Reichsmark, die nie an die Kultusgemeinde bezahlt wurden, an die Salzburger Polizei verkauft.
Nach 1945 gingen die wenigen Salzburger Juden sowie viele der Tausenden Flüchtlinge aus den Ostgebieten daran, die zerstörte Synagoge wieder aufzubauen. Die endgültige Fertigstellung konnte erst durch eine großzügige Spende von jüdischer Seite ermöglicht werden. Schließlich wurde 1968 die Synagoge mit einem Fest wieder eingeweiht, an dem auch der Salzburger Landeshauptmann Hans Lechner, Bürgermeister Alfred Bäck sowie der katholische Erzbischof und der evangelische Bischof teilnahmen.

## Hundertjähriges Bestandsjubiläum im Jahr 2001
An der Feier anlässlich des hundertjährigen Bestehens des Gebetshauses im Jahr 2001 war mit Thomas Klestil erstmals der österreichische Bundespräsident in der Synagoge zugegen.